# Diopatra agave
Diopatra agave är en ringmaskart som beskrevs av Grube 1869. Diopatra agave ingår i släktet Diopatra och familjen Onuphidae. Inga underarter finns listade i Catalogue of Life.